# Караччола, Рудольф
Рудо́льф Караччо́ла (нем. Rudolf Caracciola; 30 января 1901[…], Ремаген, Пруссия, Германская империя — 28 сентября 1959[…], Кассель) — немецкий автогонщик. Трёхкратный чемпион Европы в 1935, 1937 и 1938 годах.

## Биография
Родился 30 января 1901 году в немецком городке Ремаген в семье итальянских эмигрантов из Сицилии. Родители содержали небольшую гостиницу. 
Начал с мотогонок, в 1922 году выиграл свою первую гонку на малолитражках.
В 1923 году поступил на работу продавцом в дилерский центр Daimler-Benz в Дрездене, продолжая участвовать в гонках.

## Результаты выступлений вЧемпионате Европы
Жирным шрифтом выделены поул-позиции
| Год  | Команда         | Производитель | 1        | 2        | 3        | 4        | 5     | Место | Очки* |
| ---- | --------------- | ------------- | -------- | -------- | -------- | -------- | ----- | ----- | ----- |
| 1931 | частник         | Mercedes-Benz | ИТА      | ФРА сход | БЕЛ      |          |       | 46=   | 22    |
| 1932 | Alfa Corse      | Alfa Romeo    | ИТА НК   | ФРА 3    | ГЕР 1    |          |       | 3     | 9     |
| 1935 | Daimler-Benz AG | Mercedes-Benz | БЕЛ 1    | ГЕР 3    | ШВЦ 1    | ИТА сход | ИСП 1 | 1     | 11    |
| 1936 | Daimler-Benz AG | Mercedes-Benz | МОН 1    | ГЕР сход | ШВЦ сход | ИТА      |       | 6     | 22    |
| 1937 | Daimler-Benz AG | Mercedes-Benz | БЕЛ      | ГЕР 1    | МОН 2    | ШВЦ 1    | ИТА 1 | 1     | 13    |
| 1938 | Daimler-Benz AG | Mercedes-Benz | ФРА 2    | ГЕР 2    | ШВЦ 1    | ИТА 3    |       | 1     | 8     |
| 1939 | Daimler-Benz AG | Mercedes-Benz | БЕЛ сход | ФРА сход | ГЕР 1    | ШВЦ 2    |       | 3     | 17    |

Рудольфу Караччола принадлежал рекорд скорости на дорогах общего пользования, который смогли побить только в 2017 году. 28 января 1938 года он достиг скорости 432,7 км/час на дистанции один километр на шоссе Франкфурт — Дармштадт. Пытавшийся побить этот рекорд немецкий гонщик Бернд Роземайер погиб.